# Paul Gallister

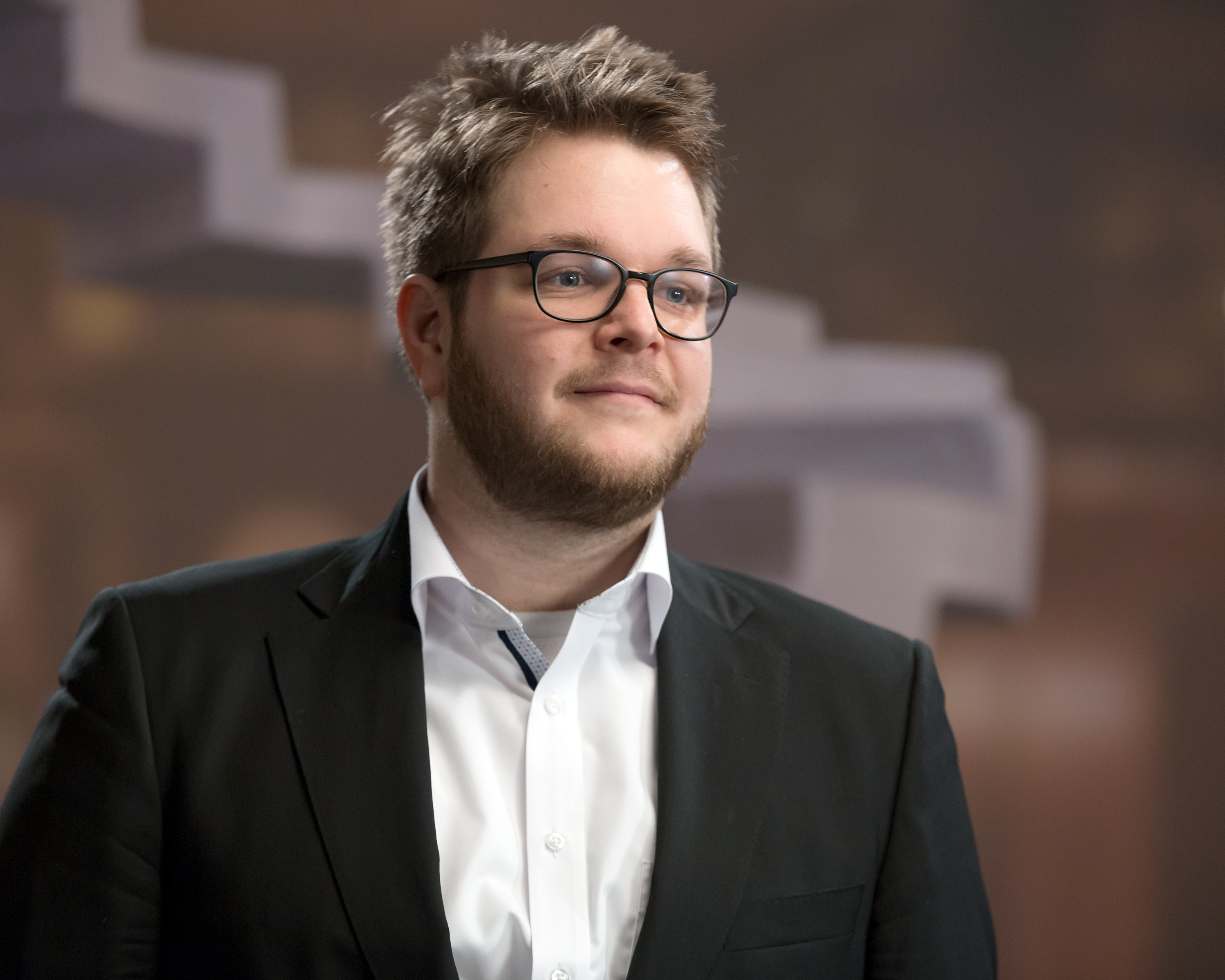
Paul Gallister (2017)

Paul Gallister (* 5. September 1984 in Wien) ist österreichischer Komponist und Musikproduzent. Bekannt wurde er vor allem durch seine Filmmusiken und Produktionen für deutschsprachige Bands wie Wanda, Tocotronic, Granada, Cari Cari und Das Moped.
Er war Dozent am Institut für Komposition und Elektroakustik der Universität für Musik und darstellende Kunst Wien.

## Leben und Ausbildung
Gallister studierte Komposition und Medienkomposition an der Universität für Musik und darstellende Kunst Wien.

## Projekte
Als Filmkomponist hat Gallister Musik für zahlreiche internationale Film- und Fernsehproduktionen geschaffen. Zu seinen jüngsten Arbeiten zählen die amerikanischen Spielfilme Muzzle (2023), der es in die Top 10 von Hulu und Netflix schaffte, sowie The Winter Kills (2023) mit Kiefer Sutherland. Weitere bekannte Produktionen sind die Amazon-Serien Followers (2024) und Beasts Like Us (2024), sowie der Dokumentarfilm Ballhausplatz – Aufstieg und Fall von Sebastian Kurz (2023). Er schrieb die Titelmelodie der TV-Serie Das Glück dieser Erde und zeichnet für die Musik der TV-Serie School of Champions verantwortlich.
Im Bereich Popmusik ist Gallister seit Jahren erfolgreich tätig. Er co-produzierte und arrangierte unter anderem das Album Die Unendlichkeit der Band Tocotronic (2018), das Platz 1 der deutschen Charts erreichte. Weitere bekannte Produktionen und Kompositionen umfassen mehrere Alben der österreichischen Band Wanda, darunter Niente (2017), Ciao (2019) und das selbstbetitelte Album Wanda (2022), welches den Amadeus Austrian Music Award als bestes Album erhielt.
Gallister produzierte außerdem Alben und EPs für Cari Cari, Nino aus Wien, PauT sowie die deutsche Band Das Moped, darunter Alle wollen Liebe (2019) und Erstaunlich klar (2020). Im Jahr 2024 komponierte und produzierte er das Album 1'30 der österreichischen Band Granada, welches eine Nominierung für den Amadeus Austrian Music Award erhielt.
Als Arrangeur und Orchestrator arbeitete er unter anderem am Siegerbeitrag des Eurovision Song Contest 2014, Rise Like a Phoenix, interpretiert von Conchita Wurst.
2021 war Gallister als künstlerischer Leiter für das Eröffnungskonzert der Wiener Festwochen verantwortlich.
Gallister ist Mitglied des Österreichischen Komponistenbundes und der Internationalen Gesellschaft für Neue Musik.

## Filmografie (Auswahl)
- 2012: Spitzendeckchen
- 2013: Putin’s Spiele
- 2015: Beautiful Girl
- 2015: Turning Cold
- 2016: Karussell

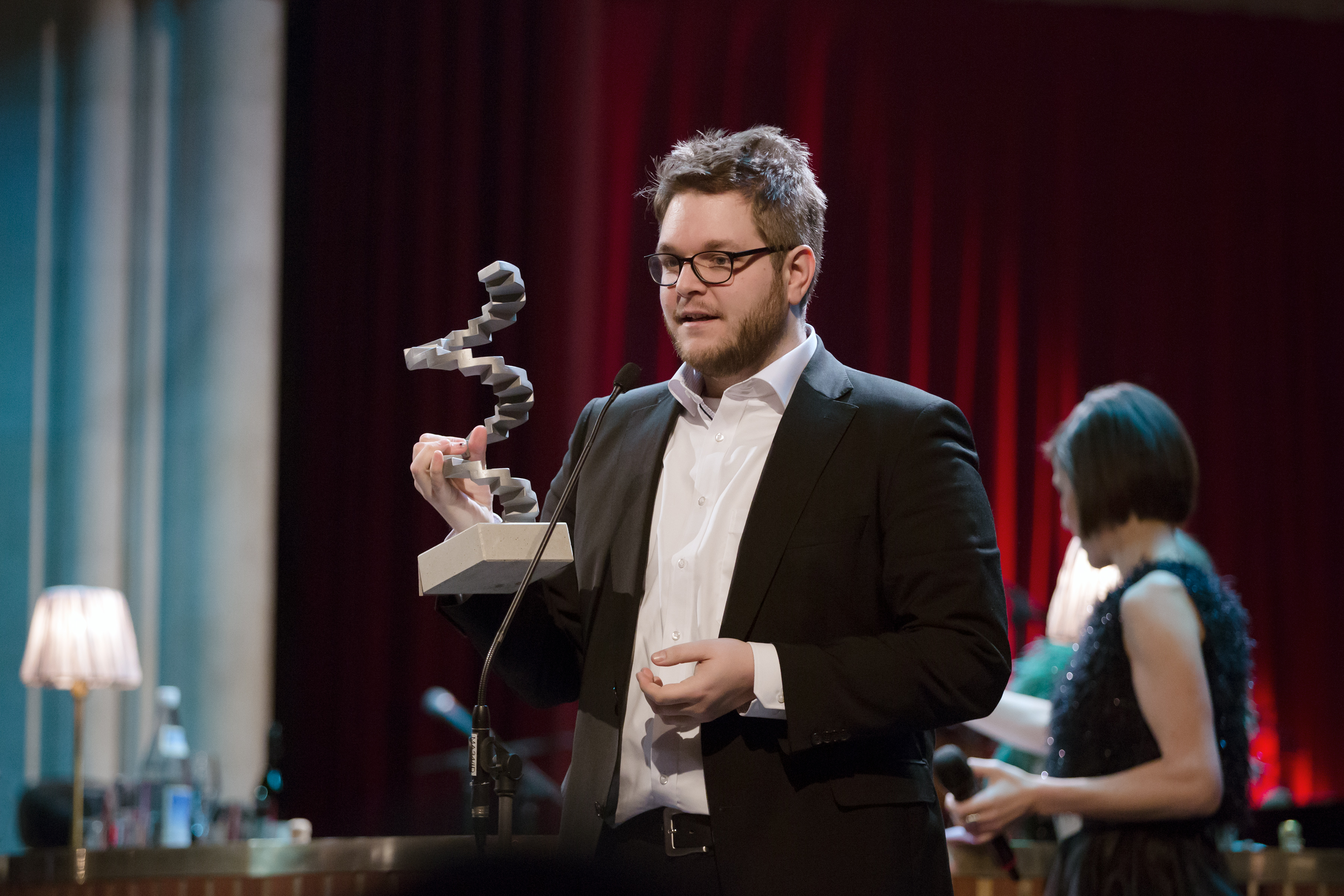
Paul Gallister bei der Verleihung des Österreichischen Filmpreises 2017

- 2016: Angriff der Lederhosenzombies
- 2016: Die Mitte der Welt
- 2020: Love it was not
- 2022: Der Bauer und der Bobo
- 2023: Tatort: Azra
- 2023: Muzzle
- 2023: The Winter Kills
- 2023: Vienna Calling
- 2023: Ballhausplatz – Aufstieg und Fall von Sebastian Kurz
- 2024: School of Champions
- 2024: Beasts like us
- 2024: Followers

## Musikproduktionen/Kompositionen (Auswahl)
- 2012: Eluveitie – Helvetios
- 2014: Wanda – Amore
- 2015: Wanda – Bussi
- 2016: Nino aus Wien – Adria
- 2016: Playing Savage (siehe Noa Ben-Gur) – Bigger
- 2017: Nino aus Wien – Wach
- 2017: PauT – PopsTar aus Plastik
- 2017: Ansa Sauermann – Reise
- 2017: Wanda – Niente
- 2018: Tocotronic – Die Unendlichkeit
- 2018: Der Nino aus Wien – Der Nino aus Wien
- 2019: Wanda – Ciao!
- 2019: Das Moped – Alle wollen Liebe
- 2020: Das Moped – Erstaunlich klar
- 2022: Cari Cari – Welcome to Kookoo Island
- 2022: Wanda – Wanda
- 2024: Granada – 1'30[14]

## Auszeichnungen
- 2012: Joseph Haydn European Chamber Music Award für „Per Se“
- 2015: Biarritz International Festival, in der Kategorie Beste Filmmusik für Beautiful Girl
- 2015: Amadeus Austrian Music Award in den Kategorien Best Alternative Pop/Rock und FM4 Radio People’s Choice Award für Wanda
- 2016: Amadeus Austrian Music Award in den Kategorien Best Pop/Rock, Best Live Act, Best Band für Wanda und Best Alternative Pop/Rock für Nino aus Wien
- 2017: Österreichischer Filmpreis 2017 in der Kategorie Beste Musik für Die Mitte der Welt
- 2018: Amadeus Austrian Music Award in den Kategorien Best Pop/Rock und Best Song für Wanda
- 2023: Amadeus Austrian Music Award in den Kategorien Best Album und Best Live Act für Wanda